# デンマーク

デンマーク
Danmark

国の標語：なし
王のモットー:  Forbundet, forpligtet, for Kongeriget Danmark
（デンマーク語:「デンマーク王国のために団結して尽力する」）
国歌：Der er et yndigt land（デンマーク語）
麗しき国王室歌：Kong Christian stod ved højen Mast（デンマーク語）
クリスチャン王は高き帆柱の傍に立ちて

1. 
2. 
3. 
4. 

この表中の各数値は、グリーンランドとフェロー諸島を含んでいない。

デンマーク（デンマーク語: Danmark, 発音 [ˈdænmɑrɡ̊] ( 音声ファイル)）は、北ヨーロッパに位置し、バルト海と北海に挟まれたユトランド半島およびその周辺の多くの島々からなる立憲君主制国家。自治権を有するグリーンランドとフェロー諸島と共にデンマーク王国を構成している。
北欧諸国の1つであり、北では海を挟んでスカンディナヴィア諸国、南では陸上でドイツと国境を接する。また、カナダとはグリーンランド周辺に位置するハンス島で国境を接している。首都のコペンハーゲンはシェラン島に位置している。海外領土でない領土を大陸部分に領有しながら首都が島嶼部に存在する国は、デンマークと赤道ギニアのみである。
デンマーク本土は温帯気候で標高が低く、耕作可能な平地や砂浜で占められていて、人口は599万5,628人で、そのうち80万人がコペンハーゲンに住んでいる。デンマークは当該王国において覇権的な影響力を行使し、内政を処理する権限を委譲している。これに伴い内政政治はフェロー諸島では1948年に、グリーンランドでは1979年に確立されていたが、グリーンランドは2009年にさらなる自治権を獲得している。
2013年時点で、フェロー諸島とグリーンランドを含むデンマーク王国には、面積100m2 (1,100ft2) を超える島が合計1,419ヶ所存在する。その内の443ヶ所に地名が明記されており、78ヶ所には人が居住している 。総面積は42,943km2 (16,580mile2)に及ぶ。デンマークの大都市圏は、ユトランド半島の北部と約400以上の島々からなる群島で構成されている。これらの島のうち、最も人口の多い島は首都で最大の都市コペンハーゲンがあるシェラン島で、次にフュン島、北ユトラント諸島、アマー島が続く。国外において最も有名となっている島は、シェラン島、フュン島、ヴェンシュセルチュー島、ロラン島、ファルスター島、ボーンホルム島である。

## 概要
デンマークは単一国家であり、議会制民主主義を導入している。立憲君主制を国体としており、国家元首は君主で、君主は一院制の議会であるフォルケティングと共同で立法権を行使している。
この国は、初代国王ハーラルが地域の統一を達成した西暦10世紀以来 、君主制を保つ国家が存在する北欧諸国において長きに亘り台頭してきた国家となっている。その歴史はヨーロッパ大陸における他地域の歴史と本質的に結び付いている。
デンマーク王国は、西暦8世紀にバルト海の支配を巡る争いの最中、熟達した海洋強国として台頭していた。11世紀までヴァイキングの侵略行為に加担し続ける状況となっていた同国は、領土拡大および戦略的地域と捉えていた小ベルト海峡の支配を目的とした海洋への影響力を巡る絶え間ない闘争を経験しており、1397年にはノルウェーならびスウェーデンと併合してカルマル同盟を締結させている。この連合関係は1523年にスウェーデンが脱退するまで続いていた。それにより残った国家はデンマーク＝ノルウェー二重王国として17世紀に一連の戦争に耐え、その結果としてさらなる領地割譲が生じることとなった。19世紀には民族主義運動が高揚しているが、1848年の第一次シュレースヴィヒ戦争で敗北する形で終結した。翌年1849年のデンマーク憲法採択により絶対君主制が廃止され、現在の議会制度が導入された。19世紀後半に工業化された農産物輸出国となったデンマークは、20世紀初頭に社会改革と労働市場改革を導入し、これが現在の福祉国家モデルと高度な混合経済の基礎を形成することへと繋がっている。デンマークは第一次世界大戦中は中立を保っていたが、第二次世界大戦中、1940年4月のナチス・ドイツ軍の急速な侵攻によってこの中立は侵害されることとなった。ナチス・ドイツ占領下の1943年に抵抗運動が台頭し、1944年にはアイスランドが独立を宣言し連合を解消。翌年1945年5月にデンマークはナチス・ドイツの支配下から解放されることとなった。1973年、デンマークはグリーンランドと共に、現在の欧州連合の加盟国となったが、独自の通貨であるクローネを保持するなど、特定のオプトアウトについて交渉を進めている。
デンマークはヨーロッパにおける生活水準の高い先進国の1国である。 北大西洋条約機構（NATO）、北欧理事会、経済協力開発機構（OECD）、欧州安全保障協力機構（OSCE）、国際連合（UN）の創設メンバーの1国で、シェンゲン圏の一部でもある。デンマークは近隣のスカンジナビア諸国とは政治・文化・言語的に緊密な関係を維持しており、デンマーク語はノルウェー語とスウェーデン語の両方と部分的に相互理解が可能となっている。ノルディックモデルの高福祉高負担国家であり、OECD各国中で最も個人所得税の高い国である。市民の生活満足度は世界最高クラスで、2014年の国連世界幸福度報告では幸福度第1位であった。様々な角度からのウェルビーイングは最高レベルであり、世界で最も社会的流動性が高く 、世界で最も腐敗が少なく、男女の賃金差はOECD中最小であった。2024年の世界平和度指数では8位、積極的平和指数では2位にランクインしている。社会はグローバル化とデジタル化が進んでおり、それは国民生活と企業活動において多大な利益をもたらしている。デンマークは欧州において最もデジタル化された社会である。

## 国名
デンマーク語による正式名称は、Danmark [dænmɑrɡ̊]（発音をカタカナ書きにすると「ダンマルク」が近い）。
英語表記は Denmark、日本語表記は、デンマーク（英語読み）。古くは、デンマルクと表記された。漢字による当て字は、丁抹で、丁と略される。
国名は、古ノルド語で「デーン人の土地」を意味する「ダンメルク（Danmörk）」からで、北欧神話にもこの名で登場する。

## 歴史
デンマークには先史時代から人が住んでいたとされている。氷期の到来によって人はこの地を追われるが、紀元前12000年ごろから人が住み続けていると考えられている。国内における農業は紀元前3000年頃に始まったものと見られている。
ノルマン人の一派のデーン人がゲルマン民族移動の時代に到来し住みついた。その後、彼らは8世紀から11世紀にかけてのヴァイキングの時代にヨーロッパ諸国を侵略、また貿易を行った。彼らはユトランド半島を基盤にして、シェラン島やスウェーデン南部に影響力を持っていた。11世紀初頭の30年間にはカヌート大王がデンマークとイングランドを支配した（北海帝国）。

16世紀初めのカルマル同盟

14世紀後半にはマルグレーテ1世の手により、デンマーク、スウェーデン、ノルウェーを支配下にしたカルマル同盟を築き大国として存在した。
1520年のストックホルムの血浴を契機に、1523年にスウェーデンがカルマル同盟を脱し独立、スウェーデンとの300年にわたる抗争が始まった。伯爵戦争（1534年〜1536年）でクリスチャン3世が勝利したことにより、宗教改革が行われデンマークはルーテル派の国となった。クリスチャン4世は1626年にドイツ三十年戦争に介入、敗退したことからデンマークの衰退が始まる。そして、トルステンソン戦争（1643年〜1645年）においてスウェーデンとの戦いで、完全にデンマークは小国へと転落した。17世紀初頭のスウェーデン・ロシア帝国間の大北方戦争においても、スウェーデンに敗れ、敗戦国扱いをされた。大北方戦争に敗れたスウェーデンと共に、デンマークも同様に北欧の没落を体験した。
近代に至りナポレオン戦争においても、フランスと同盟を結んでいたため、敗北、1814年のキール条約によって、長年支配してきたノルウェーをスウェーデンに奪われた（ただノルウェー領であったアイスランドやグリーンランドなどはデンマーク領として残された）。417年間続いたカルマル同盟はここに解消を告げたのである。その後、シュレースヴィヒ＝ホルシュタイン問題からプロイセン王国との2度に渡るシュレースヴィヒ戦争になり南部のシュレースヴィヒ＝ホルシュタイン州などを失い、デンマークの経済は危機的状況に瀕した。植林などの産業振興によってこの危機を乗り越えた歴史は、日本では内村鑑三の『デンマルク国の話』で紹介され、広く親しまれた。苦難の時代ではあったが、デンマーク王室の王女たちがヨーロッパ諸国に嫁いだり、ギリシャ王国や独立時のノルウェー王国にデンマーク王家の分家が王として迎えられるなど、デンマーク王家は当時のヨーロッパ君主国の「ヨーロッパの義父」となった。
第一次世界大戦では中立を維持したが、第二次世界大戦では1940年にナチス・ドイツによって突然宣戦された。国王クリスチャン10世は亡命せずに4時間で降伏を選び、デンマークはドイツの占領下に置かれることになった。初期はモデル被占領国と呼ばれたが、国内では自治を許され、反ナチ運動家を保護したりした。その後、ドイツ軍への抵抗運動なども起こった。一方で駐米大使ヘンリク・カウフマンは連合国に接近し、グリーンランドを連合軍の便宜に任せた。またフェロー諸島とアイスランドも連合国によって占領され、うちアイスランドは1944年に独立している。カウフマンの活動もあって、デンマークは本国政府の活動にもかかわらず連合国として扱われることになった。5月には駐デンマークのドイツ軍が降伏し、デンマークは解放された。
戦後、北大西洋条約機構（NATO）に加盟し、1973年にはヨーロッパ共同体にも加盟した。しかし後に対NATO関連でNATOと対立（デンマーク化）。とは言え、ノルディックバランスを守り抜き、冷戦期を乗り切った。国内経済、教育水準共に世界トップクラスの先進国の1つであり、EUの一員、国連の非常任理事国も担当している（2023年時点で4期8年）。
自由党による中道右派政権が2001年より政権を掌握していたが、経済政策の低迷によって支持率は低下した。その結果、2011年の総選挙で社会民主党を中心とする野党の中道左派連合が僅差で勝利し、同年10月3日にヘレ・トーニング＝シュミット内閣が発足。環境政策や教育改革に重点を置く一方、移民受け入れ制限の緩和など前政権の反移民・反イスラム政策の軌道修正を図っている。近年右派の伸張が際立つ北欧においては珍しいケースとなった。
2015年6月18日の総選挙で社会民主党は議席を上積みしたが、他の連立政党が議席を大幅に減らしたため与党中道左派連合は敗北。ヘレ・トーニング＝シュミット首相は辞任した。また、長い間中道右派連合の中核を担ってきた自由党 も振るわず結党以来最低の議席数となったが、連立相手の政党である右派のデンマーク国民党や中道右派の 自由同盟が議席を増やしたため僅差で中道左派連合を上回り、4年ぶりに政権に返り咲くこととなった。

## 政治

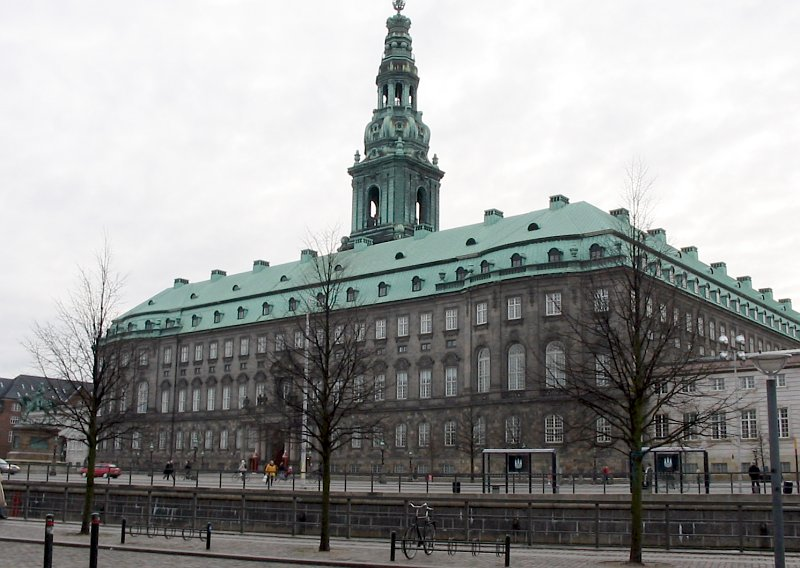
国会や最高裁判所が置かれているクリスチャンスボー城

### 政体
政体は立憲君主制であり、国王は国家元首である。

### 行政
行政府の長は首相であり、首相は国王によって任命される。

### 立法
立法府は一院制のフォルケティングである。議員は179名となっている。

### 憲法
デンマーク王国憲法は1849年6月5日に制定され、最後の改正は1953年に行なわれた。この改正では上院が廃止され、また、女性も王位を継承できるようになった。この改正で前女王・マルグレーテ2世が王位継承者となり、1972年に即位した。ただし、女性が王位を継げるのは他に男子が居なかった場合にのみ許されるという規定であった。2009年6月7日の国民投票により、ようやく無条件で女子が王位を継承できることとなった。
現在のデンマーク貴族は法により免税特権がある。
成文憲法を長期間改正していない国としては日本（最後の改正は1946年）に次いで2番目（最後の改正は1953年）である。

## 国際関係

### 日本との関係
日本に訪れた最初のデンマーク人は幕末にフランス海軍へ出向していたエドゥアルド・スエンソンである。彼は1866年から1867年の間、フランス公使レオン・ロッシュに付き従い、ロッシュと徳川慶喜の会見にも陪席した。スエンソンはこのときの様子を『江戸幕末滞在記』に著しており、「外国から見た幕末維新の歴史」を知る貴重な資料になっている。
1867年に日本とデンマークの間で「修好通商航海条約」が締結されたのが両国の国交樹立とされている。
1871年、大北電信会社が日本に初めて海底ケーブルを陸揚げする。このときスエンソンは大北電信会社創業者のカール・フレデリック・ティットゲンに経験を見込まれて日本に派遣されている。
1873年（明治6年）4月に岩倉使節団がデンマークを訪問しており、当時のコペンハーゲンの様子が、『米欧回覧実記』に一部イラスト入りで、詳細に記されている。
1957年にフレゼリクスハウン出身のヨハネス・クヌッセンが和歌山県沖での海難救助活動中に殉難した。日本の船員を救おうとして殉難したクヌッセンの行動は、当時の日本で大きな話題となり、その勇敢な行動は顕彰され、日本とデンマークの友好と交流の象徴として語られる。
デンマーク在住の日本人は2018年10月現在、1,569名。日本在住のデンマーク人は2018年12月現在、761名となっている。
日本皇室とデンマーク王室の交流
- 1953年（昭和28年）に当時の皇太子明仁親王がイギリスのエリザベス女王の戴冠式出席の帰路にデンマークを訪問。フレゼリク9世とイングリット王妃に謁見[24]。
- 1963年（昭和38年）、マルグレーテ王女来日、京都と奈良を訪問[25]。
- 1985年（昭和60年）にマルグレーテ2世が国賓として来日。同年、返礼として皇太子並びに同妃美智子、昭和天皇の名代としてデンマークを訪問、マルグレーテ2世に謁見。
- 1989年（平成元年）2月にヘンリック王配、昭和天皇の大喪の礼出席のために来日。
- 1990年（平成2年）11月、明仁天皇の即位の礼出席のためにマルグレーテ2世、ヘンリック王配、来日。
- 1998年（平成10年）5月に天皇皇后夫妻が国賓としてデンマーク訪問。
- 2004年（平成16年）5月に皇太子徳仁親王がフレゼリク王太子の結婚式に参列のためデンマーク訪問。同年11月にマルグレーテ2世が国賓として日本訪問。天皇皇后夫妻は皇室御用列車などを利用して歓迎。
- 2011年（平成23年）6月にフレゼリク王太子が東日本大震災の復興を支援するために日本訪問。
- 2015年（平成27年）3月にはグリーンランドの文化を宣伝するためフレゼリク王太子及びメアリー王太子妃が日本訪問。
- 2017年（平成29年）10月に国交樹立150年を記念してフレゼリク王太子及び同妃メアリーが日本訪問。
- 2019年（令和元年）10月、今上天皇の即位礼出席のためにフレゼリク王太子及び同妃メアリーが日本訪問。

シー・シェパード問題
2024年12月、デンマークの司法省は反捕鯨団体シー・シェパードの創設者で、7月にデンマーク自治領グリーンランドで警察に拘束されたポール・ワトソンを日本に引き渡さないと決定し拒否したことに対して、日本政府の林芳正官房長官は遺憾をと表明した。

### ウクライナとの関係
2022年に始まったロシアのウクライナ侵攻は欧州の主要議題となっており、デンマークも例外ではなく、ウクライナへの軍事兵器等の供与はデンマーク政府の主要議題の一つとなっている。デンマークはすでに2022年8月までウクライナの武器や軍事に30億デンマーク・クローネ以上を寄付しており、2022年10月には大砲を、2023年8月には戦闘機を、9月にはさらに戦車をウクライナに寄贈した。

### トルコとの関係
トルコは欧州連合（EU）やシェンゲン協定には加盟していないが、デンマークと同じく北大西洋条約機構（NATO）に加盟している。デンマークはまた、トルコの地震後、トルコに人道的援助を提供している。

### シリアとの関係
2011年のアラブの春から内戦が続くシリアは、シリア地震の後、さらに大きな打撃を受けた。デンマーク政府はシリアにも人道支援を行っている。

## 軍事

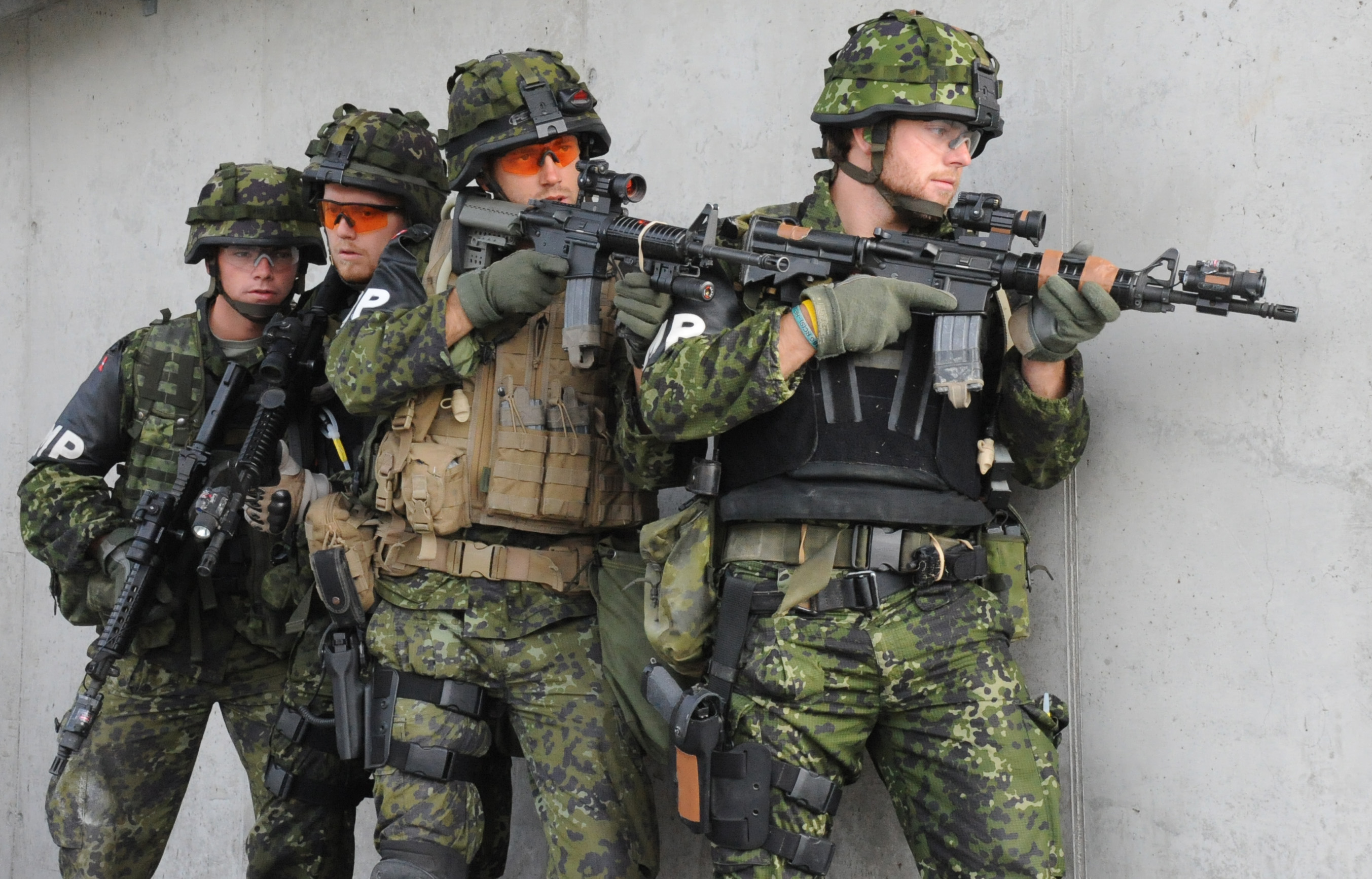
訓練中のデンマーク軍憲兵

18歳から32歳までの男子を対象にした徴兵制が敷かれている。現在の兵役期間は4か月となっている。ただし、4か月経過後に希望者は期間延長が可能。なお、良心的兵役拒否が認められており、代替役務が制度化されている。
国防軍はデンマーク陸軍、デンマーク海軍、デンマーク空軍およびデンマーク郷土防衛隊の4軍体制である。兵員数は2万5000人。それに加えて、予備役1万2000人と郷土防衛軍5万1000人がいるので、有事の際には合計8万8000人ほどまで兵力を準備できることになっている。
平和維持活動にも積極的に参加しており、KFOR（コソボ治安維持軍）に380人、アフガニスタンのISAF（国際治安支援部隊）に700人、海軍の最新鋭艦アプサロンがソマリア沖の海賊退治のためにジブチを拠点に展開している。イラク戦争にも参戦し、最大500人の兵士が終戦後の復興支援活動にも従事したが、2007年に撤退している。総兵力は少ないのにもかかわらず、国際平和維持活動や対テロ戦争に多くの人員・物資を供給し、また兵士の質の高さから、国際社会からは高い評価を受けている。
2022年からのロシアのウクライナ侵攻に向け、デンマークは西側諸国としてウクライナを支援してきた。2022年10月、デンマークはウクライナに大砲を寄贈し、2023年8月には戦闘機を提供、9月にはさらに戦車を提供した。しかし、経済平和研究所のデータによれば、デンマークは2024年の武装化度合いを5段階評価でレベル1とし、最も非武装化された国のカテゴリーに入っている。
2024年3月に、徴兵期間を4か月から11か月に延長し、女性も徴兵対象とすることを発表した。また、国防費をNATO目標値である対GDP比2%まで増額することを計画している（2024年時点では1.4％）。
2025年3月には、メッテ・フレデリクセン首相が「デンマーク国内に核兵器を配備する可能性を排除しない」旨の発言を行い、従来の方針からの転換を示した。

### 情報機関
警察情報局（PET）と国防情報庁（FE）で構成されている。
PETは公安に特化した情報機関で国家の安全保障へ注力している組織となっており、FEは軍事に特化した情報機関で国家の対外情報に責任を負う立場となっている。

## 地理

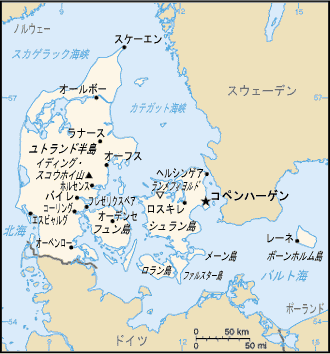
デンマークの地図

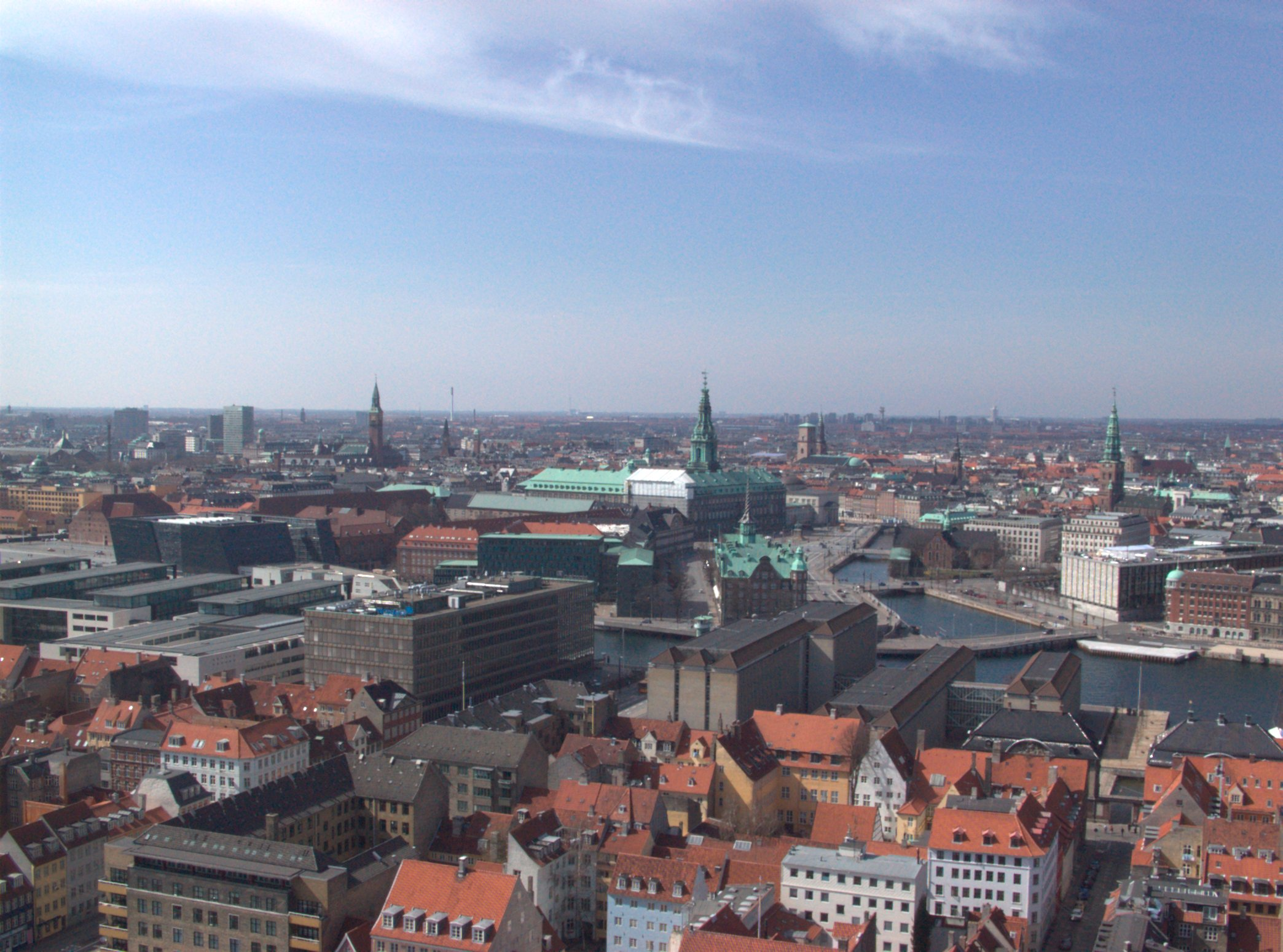
コペンハーゲン

デンマークはユラン半島（ユトランド半島）と443の島（うち76が有人島）から成り立っている。中でも重要なのは古都オーデンセのあるフュン島とコペンハーゲンを擁するシェラン島。また、シェラン島の南にはファルスター島、ロラン島が、フュン島の南にはエーロ島などがある。多くの島が橋で結ばれていて、コペンハーゲンがあるシェラン島とスウェーデンもエーレスンド橋で繋がっている。そのエーレスンド橋とスウェーデンの陸地を経由してさらにフェリーに乗るとコペンハーゲンから東南東に150キロメートル離れたボーンホルム島に辿り着く。この島は位置的にも歴史的にもデンマークの多くの島とは際立って異なる。同国本土はバルト海ならびスカゲラク海峡とカテガット海峡の2つの海峡に囲まれている。
デンマークの国土はおおむね平坦である。最高地点は173メートルであるが、これは青銅器時代に造営された人工的な地形である。本来の最高地点はモレホイの171メートル。
北大西洋海流の影響で気候は穏やかで、温暖な冬と涼しい夏がある。降水量は少なく、年降水量は約745ミリ（1990年以降の平均）で、世界平均の約880ミリより少ない。このため雪が降り積もることも希である。

### 本土周辺の主な島
- シェラン島
- ヴェンシュセルチュー島
- フュン島
- ロラン島
- ボーンホルム島
- ファルスター島
- モース島
- アルス島
- ランゲラン島
- ムーン島（デンマーク語版）
- レム島
- レス島
- サムセー島
- トーシンエ島
- ヴェヌー島
- アンホルト島
- エーロ島（英語版）
- アマー島

また、エーレスンド海峡のデンマーク側区域にはペベルホルム島という小さな人工島が設けられており、この島はエーレスンド橋の結節点としてサルトホルム島に隣接する形で創られたものである。

## 地方行政区分

デンマークの地域

※1970年から2006年までの区分についてはデンマークの県を参照。
デンマークは5つの地域（レギオーン、デンマーク語：regioner、単数形region）に分かれ、98の基礎自治体（コムーネ）がある。地域は、伝統的な13の県を置き換えるもので、2007年1月1日に「2007デンマーク自治体改革」の一環として設立された。同時に基礎自治体は統合され、270から98に減らされた。
新しい地域にとっての重要な仕事は、公的な医療サービスである。以前の県とは異なり、地域には徴税権はなく、医療サービスはおもに国の8%の税金（政府と自治体からの基金による）でまかなわれる。各地域の議会は、2005年の地方選挙で選ばれた41人の議員で構成される。
新しい基礎自治体の多くは最低でも人口が2万人であるが、いくつか例外もある。
その他、デンマークの海外領土としてグリーンランドとフェロー諸島があり、これらは自治領となっている。住民は、デンマーク国籍を有し、また、デンマーク議会の議員として各々2名の代表を選出することが認められている。他州と比べ、この両自治領は独立性を強めている。

### 主要都市
|   | 都市           | 地域               | 人口(2008) |
| - | -------------- | ------------------ | ---------- |
| 1 | コペンハーゲン | デンマーク首都地域 | 518,574    |
| 2 | オーフス       | 中央ユラン地域     | 237,551    |
| 3 | オーデンセ     | 南デンマーク地域   | 158,163    |
| 4 | オールボー     | 北ユラン地域       | 122,461    |
| 5 | エスビャウ     | 南デンマーク地域   | 70,880     |

## 経済
IMFによると2015年のGDPは2,950億ドル。2016年の一人当たり国民総所得(GNI)は56,730ドルで世界第5位となっている。

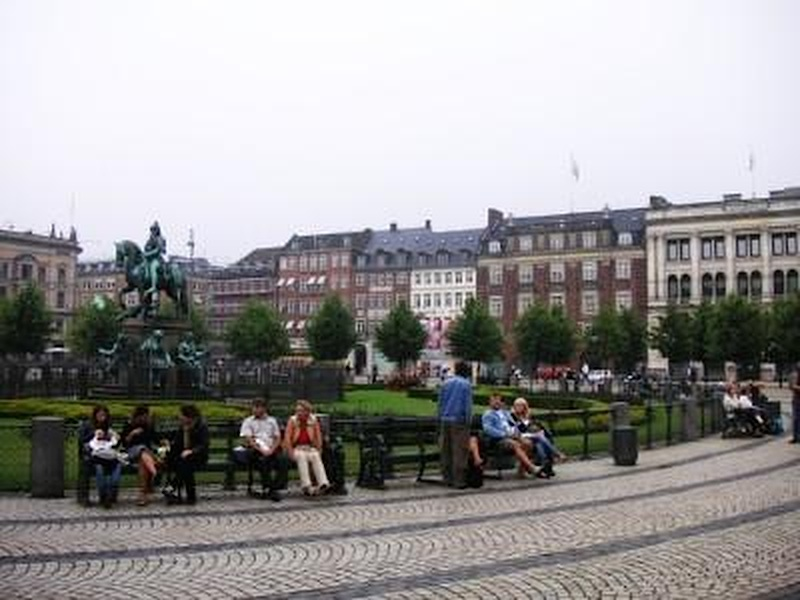
コペンハーゲンはデンマーク経済の中心であり、北欧屈指の世界都市である

デンマークの企業としては、高級オーディオメーカーのバング&オルフセン、知育玩具のレゴや陶磁器のロイヤルコペンハーゲン、コンフォートシューズのエコー、ミニバラの世界的ナーセリーとして知られるポールセンローズや製薬のノボノルディスクなどが有名である。海運大国としても知られ、世界最大のコンテナ船企業、APモラー・マースクグループの発祥地であり世界本社所在地でもある。
主な輸出物は運送機械部品（26%）、化学製品（20.3%）、食品・家畜（17%）。農業輸出国としても有名であり、日本との貿易では日本の輸入の約半分を豚肉が占める。イギリスでは、デニッシュという単語がベーコンの代名詞となった。日本では、デニッシュといえば、デンマーク風のパンを指す。
デンマークはEU加盟国であるが、ユーロ参加については2000年9月の国民投票で反対53.1%、賛成46.9%で否決されたことからクローネ使用を続けている。その後、2008年秋から始まった世界的な金融危機では小国通貨のデメリットを大きく受けたために、政府は2010年度中のユーロ導入を目指して国民投票を行ったが再度否決された。2018年5月の世論調査でもユーロ賛成29%、反対65%である。

### 労働市場

OECD諸国の時間あたりのGDPで算出した労働生産性の推移（米国を100とする比率%）

他の北欧諸国と同様に、デンマークはノルディックモデルを採用しており、これは自由市場資本主義、包括的福祉国家、強い労働者保護の組み合わせである。デンマークでは積極的労働政策にGDPの2.05%を公費投入しており、これはOECD平均の4倍、EU平均の3.5倍である。北欧の市民は自由に就労することができる。その他の欧州連合およびリヒテンシュタインの市民も自由に働くことができるが、欧州連合またはリヒテンシュタインの居住証明書が必要である。日本やその他の国は、滞在許可証と就労許可証が必要である。
フレキシキュリティ（flexicurity）モデルの採用により、デンマークは欧州で最も自由な労働市場となっており、これは世界銀行によれば、デンマークでは雇用主は労働者を必要な時に雇用・解雇可能であり（flexibility）、次の仕事の間までの失業給付は相対的に高い（security）という。OECDによれば、失業者の短期から長期への転換率は、OECD平均では53%であったが、デンマークでは65%であった 。デンマークにおいてビジネスの創業は、ほんの数時間で、非常に低コストで行うことが可能である。 デンマークでは時間外労働に対しての規制はなく、これは企業は24時間365日オペレーション可能であることを意味する。デンマークでは、15-64歳の雇用率は74.2％であり、これはOECD諸国で9番目に高く、OECD平均の67.8％を上回っている。2017年の失業率は5.7％であり、これは構造的最低ラインの水準であるか、それ以下であるとみなされている。

### 鉱業

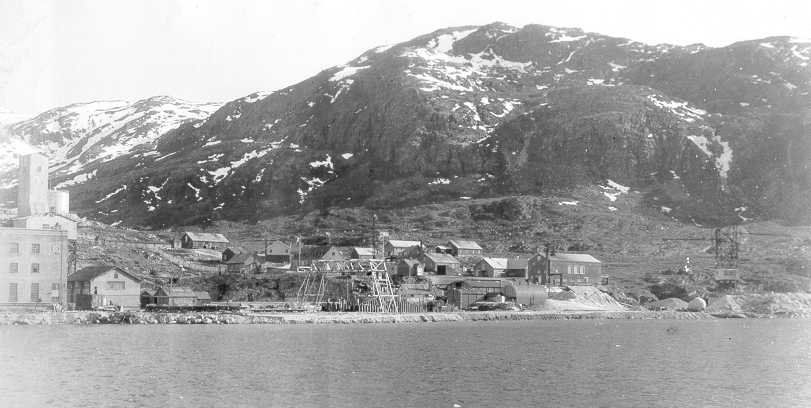
イヴィットゥートの氷晶石鉱山（1940年、夏期）

デンマーク本土の鉱業は、北海油田に由来する有機鉱物資源が中核となる。2003年時点の産出量は、原油1814万トン、天然ガス335千兆ジュールである。石油自給率は100%を超えており、デンマークの輸出額のうち10.7%を原油、精製燃料、天然ガスが占める。
1960年代に到るまでデンマーク鉱業は、石灰石や砂利の生産を主体としていた。最も東に位置するボーンホルム島のカオリンは陶器の原材料として現在でも重用されている。その後、1966年、ユトランド半島で大規模な岩塩鉱床が発見される。
北海油田の鉱区は2007年時点で、イギリス、オランダ、ドイツ、デンマーク、ノルウェーの5カ国に分かれている。北海油田自体が発見されたのは1960年代初頭であった。デンマークに割り当てられた鉱区においても、1971年にはユトランド半島から西に200km離れた北海上のダン油田のほか、後に同国最大の油田であることが確認されたゴルム油田(GORM)が発見された。しかしながら、デンマーク憲法ではすべての地下資源が国家に帰属すると定められており、探査、生産には国会の承認が必要であった。非効率な制度に阻まれ、北海油田発見後、20年が経過してもデンマーク鉱区の1/4しか探査できず、採掘規模も伸び悩んでいた。このため、1981年、ほぼ全ての油田を国有化した。ゴルム油田における原油と天然ガスの採掘も1981年に始まり、5年後の1986年時点では全油田を合わせ、年間362万トンの原油を採掘するに到る。2007年時点では19の油田において採掘が進んでいる。
一方、グリーンランドは豊富な金属鉱床に恵まれている。ただし、中央部は最大厚さ3400mの氷床に阻まれているため、探査、採掘活動は沿岸部に限られる。南端に近いイヴィットゥートは世界最大の氷晶石鉱山が位置していたが、1987年に鉱石が枯渇してしまった。北緯70度の西岸に位置するブラックエンジェルでは銀、亜鉛、鉛の採掘が続いている。グリーンランドは石炭を産出するが、国際価格の変動の影響を受けやすく、生産が安定していない。

### エネルギー

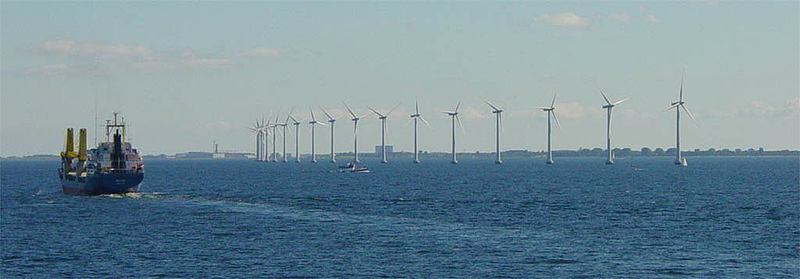
洋上の風力発電所

北海油田による石油・天然ガスの供給があり、輸出も行われているなどエネルギー資源には恵まれている。このほか、風力発電が盛んであり、1980年代より組合を設立して個人で共同所有する方式で多数が建設された。2004年時点で約15万世帯が約5,500基の風力発電機を共同所有している。2006年における発電設備能力は3,136.6メガワットであり、電力供給量の約2割を占めている。

## 科学技術
デンマークは科学革命の始まりから国際的にその分野へ関わってきた歴史を持ち、同国における科学は15世紀から発展し続けている。
現在、欧州原子核研究機構（CERN）、国際熱核融合実験炉（ITER）、欧州宇宙機関（ESA）、国際宇宙ステーション（ISS）、欧州超大型望遠鏡（E-ELT）など、多くの注目を集める国際科学技術プロジェクトに参加している。

### テクノロジー
デンマーク政府は2023年9月29日、NATO（北大西洋条約機構）とともに量子研究機構を開設し、量子研究は将来における重要な技術として認識されている。

## 国民

デンマークの人口ピラミッド

### 民族
| 民族構成（デンマーク） | 民族構成（デンマーク） | 民族構成（デンマーク） | 民族構成（デンマーク） | 民族構成（デンマーク） |
| ---------------------- | ---------------------- | ---------------------- | ---------------------- | ---------------------- |
|                        |                        |                        |                        |                        |
| デンマーク人           | デンマーク人           |                        | 91%                    | 91%                    |
| その他                 | その他                 |                        | 9%                     | 9%                     |

デンマーク人が大多数を占めている。

### 言語
デンマーク語が事実上の公用語で、フェロー諸島とグリーンランドではそれぞれフェロー語とグリーンランド語がつかわれている。ドイツに近い所では、ドイツ語も使われる。またデンマーク人は英語も話す人が多い。

### 婚姻
婚姻時に、自己の氏を保持すること（夫婦別姓）も、配偶者の氏に変更すること（夫婦同姓）も、配偶者の氏をミドルネームとすることも可能。
1981年までは、特段の書類による定めによらない限り夫婦は同氏とされていたが、1981年の法改正で婚姻前の氏を用いることを原則とし、届け出によって氏を変更する、とされた。氏は祖父母の氏や許諾を得た別人の氏を用いることも可能。2012年には同性婚も可能になった。

### 宗教
2018年の調査で、国民の75.3パーセントがデンマーク国教会（ルーテル派）に所属するキリスト教徒であった。カトリック、他のプロテスタントのキリスト教徒もあるが、デンマークのイスラム教信者が約4～5パーセントになり、イスラム教が第二の信者数の宗教となっている。

### 保健
平均寿命は80.9歳（男性79.0歳、女性82.8歳）。 医療制度は社会保険ではなく、一般税収を原資とするユニバーサルヘルスケアが実現されている（スウェーデン、ノルウェーと同様）。GDPの11%が医療に投じられ（2010年）、平均寿命は81歳（2010年）、国民294人あたり1人の医師がいる。患者満足度はOECD平均よりも高い。総合診療医（GP）は一人あたり約1,300人の患者を受け持っており、プライマリケアへ24時間アクセスが可能である。登録したGPへの受診の場合は、患者に自己負担は生じない。制度はデンマークの地方行政区画（レギオナ）レベルにて地方分権的に運営されており、原資の大部分が地方自治体の税収であり、医療は自治体行政の最重要政策の一つである。保健サービスは中央政府および自治体レベルの両方で課税される国民保健税（Health income tax, de:sundhedsbidrag）を主な原資としており、レギオナレベルでは課税権を持たない。
成人肥満率は13.4%（2009年）でOECD中下位グループである。健康増進のために、食品に含まれる飽和脂肪酸の量に応じた課税制度（脂肪税）の導入が2010年から行われたが食習慣に変化は見られず、2012年には廃止された。
課題としては、医師・看護師の給料が低いことから、医療従事者の慢性的不足に悩んでいる。EU諸国やインドから医師や看護師を呼び寄せているが、診察や手術の予約待ちは数か月に及ぶことが普通。そのため、ガン患者などは中国やインドで治療するケースが急増している。また、歯科は補助が出るだけで、治療費はかなりの高額になる。そのため、隣国のドイツやポーランドで治療を行う患者が非常に多い。

## 社会

OECD各国のGDPにおける社会的支出割合（公費および私費）

OECD各国税収のタイプ別GDP比(%)。
水色は国家間、青は連邦・中央政府、紫は州、橙は地方、緑は社会保障基金。

ノルディックモデルの高福祉高負担国家であり、高齢者福祉や児童福祉が充実しており、国民の所得格差が世界で最も小さい世界最高水準の福祉国家である。市民の生活満足度は高く、国連世界幸福度報告では第1位（2014年）、OECDの人生満足度（Life Satisfaction）ではスイス、ノルウェーに次いで第3位、世界幸福地図では世界178ヵ国で第1位（2006年）、世界価値観調査での幸福度（Happiness）はアイスランドに次いで第2位（2005年）であった。
市民の95%は、支援が必要になった際に誰かに頼ることができると考えている（OECD平均では88%）。
なおGDPに占める税収比は48.6%とOECD各国で最大で（2013年）、地方所得税（県税と市税の合計）は平均32.7%。2014年でのVAT（付加価値税）は25%である。平均所得者（子どもなし）の場合では、所得税は28%、社会保険料は10.7%となる（2011年）。

### 公共政策
デンマーク人は高い生活水準を享受しており、デンマーク経済は広範な福祉国家制度によって特徴付けられる。デンマークの法人税率は22％であり、駐在員向けの期間が限定される特別税制がある 。デンマークの税制は広範囲なもので、物品税、所得税、その他の手数料に加え、25％の付加価値税（VAT）が課される。2017年においてはGDPの46%が税収となった。デンマークの税収構造はOECD平均と異なっており、2015年では、個人税による税収がOECD平均よりも高く、法人所得税、配当税、資産税などはOECD平均よりも低い。なお社会保険料の拠出はゼロである。給与税、付加価値税（VAT）、その他の物品税収入はOECD平均並みである。
税による所得移転がなされた結果、貧困線以下で生活する人口は2014年には6％であった。デンマークの相対貧困率はOECDで2番目に低く、OECD平均の11.3％を下回っている。十分な食料を購入する余裕がないと感じていると報告している人口の割合は、デンマークはOECD平均の半分以下である。
2025年1月1日以降、デンマークのベーシック・インカムと似た現金給付制度には、就労と居住の経験が欲しい。つまり、現金給付制度では、申請者は過去10年間に少なくとも2年半の就労と9年以上の居住経験が求められるという。デンマーク政府は特に非西洋背景の女性移民の注意を喚起している。現金給付を受ける資格を得るための強制労働には、公共の場所の清掃も含まれる。

### 移民制度
アジア、中東からの急激な移民増加を受けて社会問題が発生した影響で、欧州一とも言われる厳格な移民法が成立して施行されている。現在、デンマークへの新規移住は不可能ではないが難易度が高いとされる。婚姻による移住も厳しい審査が実施され、居住許可が下りないことも多い。また、24歳以下、60歳以上の国際結婚カップルには居住ビザが原則として発給されない。永住権の申請はデンマーク在住7年後から可能だが、7年間の間に1回でも移民統合省が設定する基準や条件を満たさなかった場合はノーカウントとなり、1年目からのやり直しとなる。今後変わる可能性があるが、現時点では仕事やデンマーク社会への参加度により3年または5年で永住権を申請できる。デンマーク人と結婚する場合、婚姻ビザを申請する前にデンマークの首都・コペンハーゲン郊外のブロンビューにある「Vestegnens Sprog- og Kompetencecenter」でデンマークに関するテストを受けて、合格しなければ配偶者ビザ発給自体を認めない法律が2010年から施行された。また、2010年5月から結婚などでデンマークに居住する者への永住権発給も、通算滞在期間の半分の就労期間、1年間の社会奉仕活動、最高度のデンマーク語試験への合格が義務付けられた。スウェーデンやノルウェーやフィンランドと同様に安易な移民受け入れに反対する政党が政権へ影響力を持っている。2018年5月28日にデンマーク政府はイスラム教徒の移民に、デンマークの伝統、クリスマス、イースターなどキリスト教の休日の教育を受けることを義務付け、義務を果たさない親には児童手当の支給を停止する政策を決めた。2023年に発表された学術的な体系的見解によれば、デンマークの移民労働者は脆弱であり、さまざまな問題に直面している。

## 治安
オーストラリアに本部を置き、アメリカ、メキシコ、オランダ、ベルギーなどに支部を持つ経済平和研究所によると、2024年の世界平和度指数におけるデンマークの順位は世界第8位である。デンマークの2024年における「安全・安心 (Safety & Securtiy)」ランキングは世界第6位であり、デンマークは安全な国であることを意味している。デンマークの治安状況に関連して、客観的な経済平和研究所のデータによると、日本の2024年の世界平和度指数ランキングは世界17位で、2024年の「安全・安心」の面では日本は7位ということになる。
同国内の犯罪発生件数は、2019年中は339,365件と前年から約1万件減少しているものの、日本の刑法犯認知件数748,559件（2019年中）と比較した場合、犯罪発生率が日本よりやや高い状況に変わりはない状況となっており、滞在においては常に警戒態勢を取らなくてはならないのが現状である。
また、コペンハーゲン首都圏を中心にギャング団の抗争と見られる発砲事件や爆発事件が相次いで発生していて、特にコペンハーゲン市内のノアブロ（Nørrebro）地区、アマー（Amager）地区、フーサム（Husum）地区、フレデリクスベア（Frederiksberg）市の一部を中心に各所で夜間に発砲事件や爆発事件が頻発している他、2019年8月には国税庁舎の正面玄関の一部が爆破される事件が発生しており、事態は大変危険な状況へと変貌している。
一般犯罪においてはコペンハーゲン市内の繁華街や観光地に外国人犯罪者が流入しており、年間を通じて空港や駅、飲食店、観光地などで旅行者が盗難の被害に遭うケースが頻発している。とはいえ、2020年の体系的な見解を示した論文によれば、デンマークでは外国人と犯罪の関連性についての従来の常識は根拠に欠けている。更に同市内のクリスチャニア地域や市内のクラブ、街頭などで大麻などの密売が行われている場所も存在し、同地域では警察による取り締りに対して武装した売人が銃を発砲した事例も報告されている。

### 人権
デンマークは、2024年の「積極的平和度指数」で世界第2位にランクされた。この指数は、他者の人権の受容、汚職の少なさ、良好なビジネス環境、高い人的資本、資源の公平な配分、よく機能する政府、近隣諸国との良好な関係、情報の自由な流れによって決定される。特に、デンマークは「汚職の削減」で世界第1位、「情報の自由な流れ」で世界第1位となっている。

## マスコミ
オーストラリアに本部を置き、アメリカ、ベルギー、オランダなどに支部を持つ経済平和研究所の2024年の報告書によれば、デンマークは世界で最も情報の自由度が高い国である。

### インターネット
デンマークはインターネット接続に関しては、国際的な文脈において「やや特異な国」と紹介されている。

## 文化

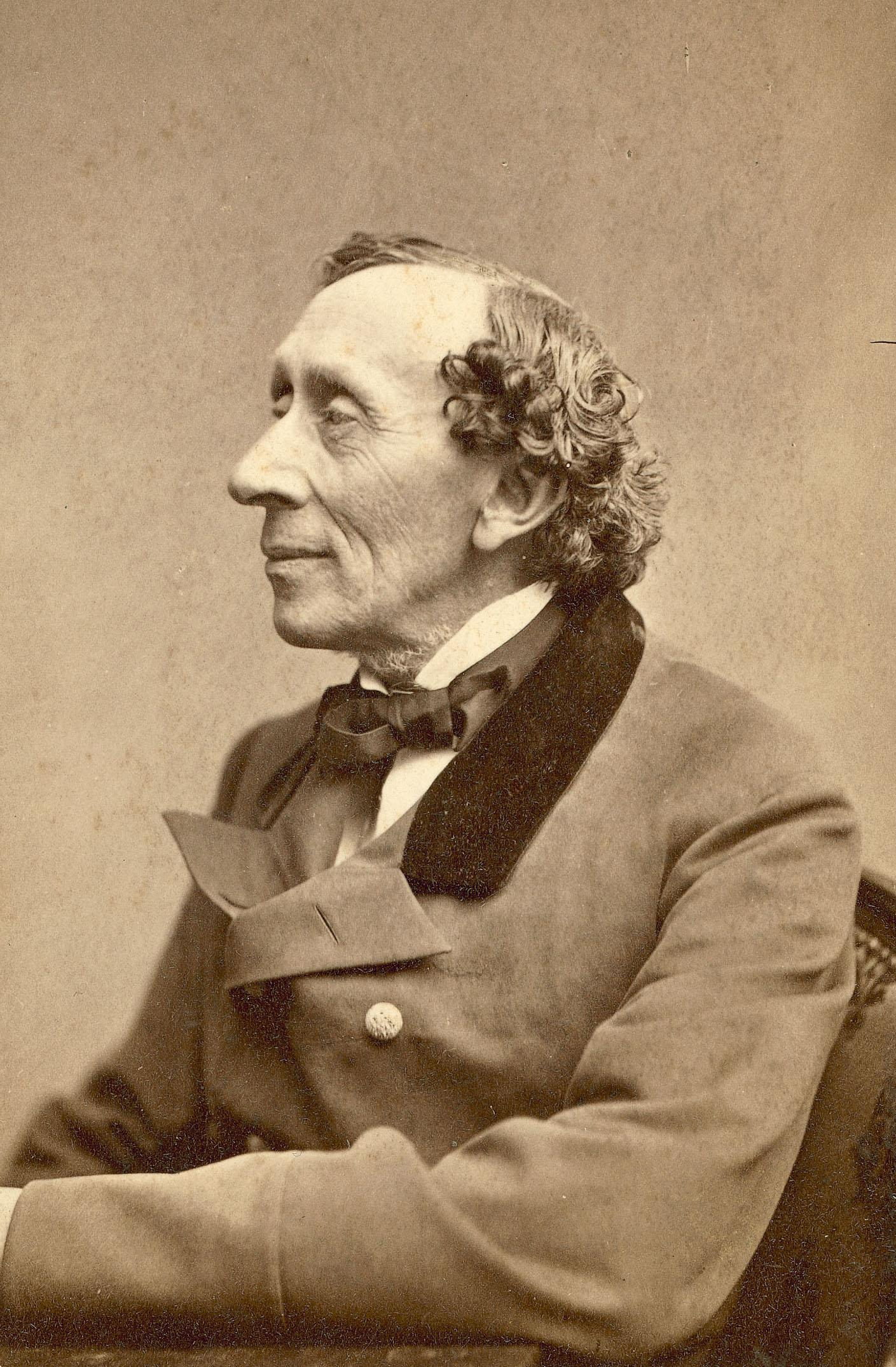
ハンス・クリスチャン・アンデルセンはフュン島出身

子どもたちには、アンデルセン童話でおなじみのハンス・クリスチャン・アンデルセンの母国としてなじみがある。また、コペンハーゲンの有名な遊園地チボリ公園も、それを模したものが岡山県の倉敷市に倉敷チボリ公園として日本国内にも存在していた（2008年12月31日に閉園）。これとは別に、千葉県船橋市には、ふなばしアンデルセン公園がある。
今日のデンマークの文化や政治のあり方に大きな影響を及ぼした教育者、ニコライ・グルントヴィが提唱して普及した教育制度にフォルケホイスコーレがあり、世界のフリースクール運動に大きな影響を及ぼしている。日本の東海大学も、その出発点はこのフォルケホイスコーレをモデルにして発足している。
デンマークではスウェーデンやノルウェーに比べて、文化や芸術が公衆衛生促進や芸術療法に役立つという認識が不足しているという体系的な見解が2017年の論文で示されている。

### 哲学
デンマーク哲学は西洋哲学の一部として長い伝統を持ち合わせている。実存主義の創始者であるセーレン・キェルケゴールはデンマーク国内において最も影響力のある哲学者の1人として捉えられており、後に実証主義の運動に参加したハラルド・ホフディングなど、数人のデンマーク人がキェルケゴールに追随している。

### 音楽
- ヴォルビート
- キング・ダイアモンド
- ディジー・ミズ・リジー
- ティム・クリステンセン
- ブルー・ファウンデーション
- マーシフル・フェイト
- ミュー
- ロイヤル・ハント
- Under Byen
- The Kissaway Trail
- The Broken Beats
- Kashmir
- The Raveonettes
- Figurines
- Oh No Ono
- Ghost Society（デンマーク語版）
- When Saints Go Machine
- Iceage
- Shout Wellington Air Force
- Diefenbach
- Choir of Young Believers
- Speaker Bite Me

### 映画

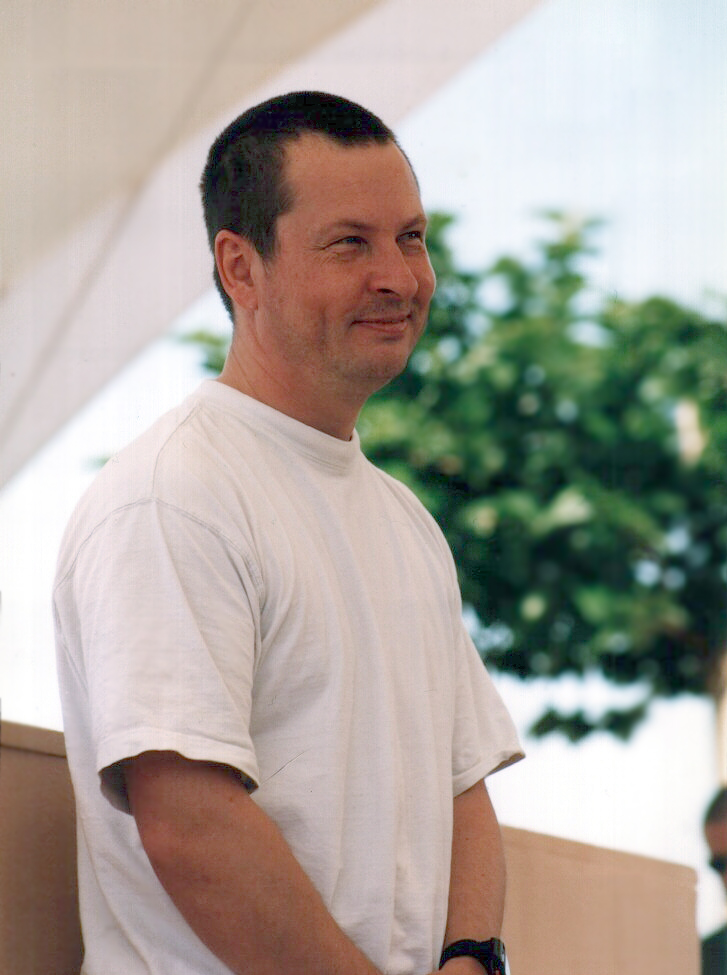
ラース・フォン・トリアー
彼は、この国で最も有名な映画監督の一人である

### 建築

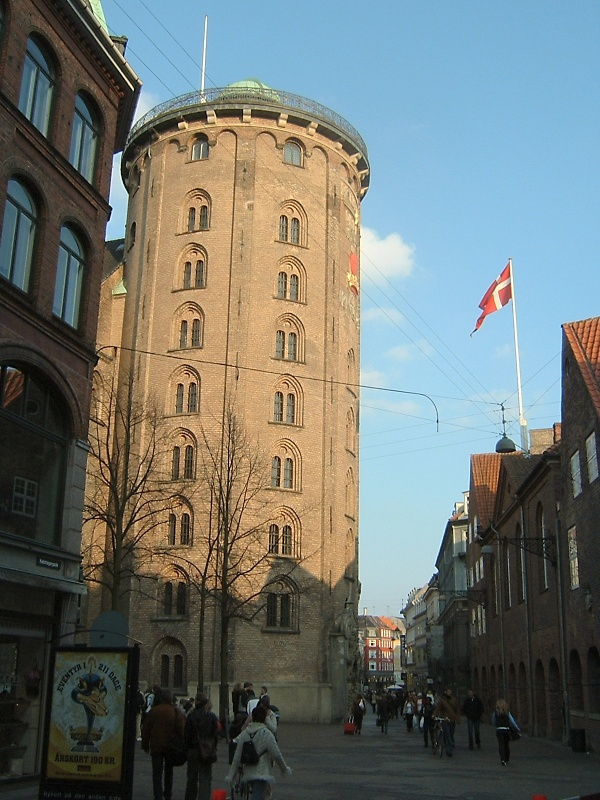
首都コペンハーゲンのラウンドタワー
この建築物は、同国において最も有名なルネサンス建築の1つである

デンマークの建築文化はヴァイキング時代に起源を発する。デンマークには建築に使用可能な石材資源がないため、煉瓦が建材として好まれるようになった歴史的経緯がある。同国には、さまざまな中世様式で建てられた教会が多数遺されている。

### 祝祭日
| 日付              | 日本語表記          | 現地語表記            | 備考 |
| ----------------- | ------------------- | --------------------- | --- |
| 1月1日            | 元日                | Nytårsdag             | |
| 復活祭前の木曜日  | 聖木曜日            | Skærtorsdag           | |
| 復活祭前の金曜日  | 聖金曜日            | Langfredag            | |
| 3月/4月           | 復活祭              | Langfredag            | |
| 復活祭翌日        | イースターマンデー  | 2. Påskedag           | |
| 復活祭後第4金曜日 | 大祈祷日 一般礼拝日 | Store Bededag         | 大きくはないキリスト教徒の聖日の集まりを1日にまとめた日。国防費向けに税収を増やすための労働時間延長に伴い、2024年に休日でなくなる予定。 |
| 復活祭40日後      | キリストの昇天      | Kristi Himmelfartsdag | |
| 復活祭7週間後     | ペンテコステ        | Pinsedag              | 日曜日。デンマーク人は聖霊降臨祭の2日間を祝う。                                                                                         |
| 復活祭7週間1日後  | ウイットマンデー    | 2. Pinsedag           | 月曜日。デンマーク人は聖霊降臨祭の2日間を祝う。                                                                                         |
| 12月25日          | クリスマス初日      | Juledag / 1. juledag  | デンマーク人は初めに12月24日の晩から始まるクリスマスの3日間を祝う。                                                                     |
| 12月26日          | クリスマス第2日     | 2. juledag            | |

### スポーツ
サッカー

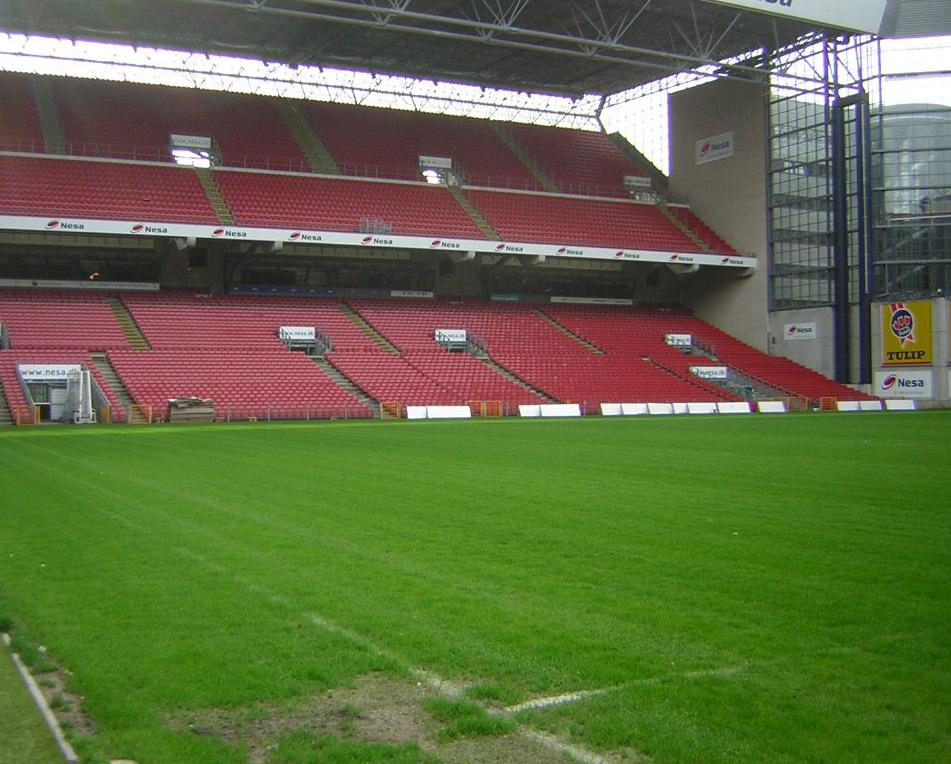
FCコペンハーゲンの本拠地『パルケン・スタディオン』

デンマーク国内ではサッカーが最も人気のスポーツとなっており、1991年にプロサッカーリーグのデンマーク・スーペルリーガが創設された。デンマークサッカー協会（DBU）によって構成されるサッカーデンマーク代表は、FIFAワールドカップには6度の出場歴があり、1998年大会ではベスト8の成績を収めた。UEFA欧州選手権には9度の出場歴があり、1992年大会では初優勝を成し遂げている。
著名な選手にはピーター・シュマイケルや、その息子であるカスパー・シュマイケル、さらにクリスティアン・エリクセンやシモン・ケアー、ラスムス・ホイルンドなどが挙げられる。
その他の競技
デンマークは伝統的に自転車競技が盛んであり、ロードレースのUCIプロツアーチームで、ビャルヌ・リース率いるチーム・サクソバンクは国内において非常に知られている。他方で、セーリングの強豪国でもある。また、陸上競技800mの元世界記録保持者であるウィルソン・キプケテルも、ケニアからデンマーク移住後に実績を残した選手である。

## 著名な出身者
- ピア・クラスゴー（右翼政治家・政党党首）
- ニコラス・ペタス（空手家・格闘家）
- ピーター・ゲード（プロバドミントン選手）
- トム・クリステンセン（レーサー）
- ビャルヌ・リース（自転車選手）
- ハンス・クリスチャン・アンデルセン （文学者）
- セーレン・キェルケゴール （哲学者）
- イエンス・ペーター・ヤコブセン（詩人・作家）
- ニコライ・グルントヴィ （詩人・教育者）
- ビャーネ・ストロヴストルップ （情報科学者）
- マッツ・ミケルセン（俳優・第65回カンヌ国際映画祭・男優賞）
- カール・ニールセン（作曲家）
- ルーズ・ランゴー（作曲家）
- カレン・ブリクセン（作家）
- ニルス・ゲーゼ（作曲家）
- ヴァン・ホルンボー（作曲家）
- カール・テオドア・ドライヤー （映画監督）
- ラース・フォン・トリアー （映画監督）
- トマス・ヴィンターベア （映画監督）
- ニールス・ボーア（物理学者・量子力学の祖 アメリカへ亡命）
- アルネ・ヤコブセン（アーネ・ヤコブセン）（建築家）
- オーレ・レーマー（物理学者・光の速度を世界で初めて測定）
- ハンス・クリスチャン・エルステッド（物理学者・電磁気の発見者）
- イエスタ・エスピン＝アンデルセン（社会学者、福祉レジーム論提唱者）
- オーレ・キアク・クリスチャンセン（レゴ社創業者）
- ラーズ・ウルリッヒ（ミュージシャン・メタリカのドラマー）
- ティコ・ブラーエ（天文学者・超新星の発見者）
- インゲ・レーマン（地学地震学者・地球の内核と外核を区分けるレーマン不連続面の発見者）
- カスパー・バルトリン（医学・解剖学者）
- アイナー・ヘルツシュプルング（天文学者・ヘルツシュプルング・ラッセル図表の考案者）
- ディートリヒ・ブクステフーデ（音楽家）
- ベルテル・トルバルセン（彫刻家）
- ピーター・シュマイケル（サッカー選手）
- ミカエル・ラウドルップ（サッカー選手）
- ブライアン・ラウドルップ（サッカー選手）
- ヨン・ダール・トマソン（サッカー選手）
- イェスパー・グレンケア（サッカー選手）
- ダニエル・アッゲル（サッカー選手）
- ニクラス・ベントナー（サッカー選手）
- カスパー・シュマイケル（サッカー選手）
- クリスティアン・エリクセン（サッカー選手）
- シモン・ケアー（サッカー選手）
- ヴィトゥス・ベーリング（探検家）
- ヘレナ・クリステンセン（モデル）
- クリスティアン・コングスガード（卓球選手）
- モーテン・ラスムセン（卓球選手）
- ミッケル・ケスラー（ボクシング選手）
- キャロライン・ウォズニアッキ（女子プロテニス選手）

- ヨナス・ヴィンゲゴー（自転車選手）